# ماکانت د لا سلبا
ماکانت د لا سلبا (به اسپانیایی: Maçanet de la Selva) یک شهرستان در اسپانیا است که در خرنا واقع شده‌است.

## خصوصیات
ماکانت د لا سلبا ۴۵٫۵ کیلومترمربع مساحت و ۶٬۸۷۱ نفر جمعیت دارد و ۱۰۰ متر بالاتر از سطح دریا واقع شده‌است.